# Sphaerothorax rufocastaneus
Sphaerothorax rufocastaneus is een keversoort uit de familie oprolkogeltjes (Clambidae). De wetenschappelijke naam van de soort werd in 1913 gepubliceerd door Arthur Mills Lea.